# Rooster Doodle-Doo
Rooster Doodle-Doo også kaldet Le Coq de St-Victor er en animeret film fra 2014. Filmen er produceret af det canadiske produktionsselskab Productions 10e Ave og er instrueret af Pierre Greco.

## Plot
St-Victors borgmester er stolt over den økonomiske dynamik, der hersker i hans landsby. Han giver sin hane hele æren for landsbyens store succes. Hanen er meget højrøstet og punktlig, da den vækker alle landsbybeboerne kl. 4 hver morgen alle ugens dage og helligdage. Men landsbybeboerne får på et tidspunkt nok af hanens galen, så de prøver at skaffe sig af med den. Det lykkes for dem at smide hanen på porten, men de opdager hurtige de negative konsekvenser heraf. Så de må ud og finde hanen og bringe den tilbage igen.